# 삼성 갤럭시 A10
삼성 갤럭시 A10은 삼성전자가 제조한 안드로이드 스마트폰이다. 2019년 3월에 출시됐다. 안드로이드 파이와 One UI, 32GB 내장 스토리지, 3400mAh 배터리가 탑재되어 있다. 갤럭시 J4/J4+의 후속 제품이며, 갤럭시 A11의 전신 제품이다.

## 사양

### 하드웨어
삼성 갤럭시 A10는 720×1520 해상도의 6.2인치 HD+인피니티-V 디스플레이를 탑재했다. 단말기 자체의 크기는 155.6 × 75.6 × 7.9mm이며, 무게는 168g이다. 옥타코어(2x1.6GHz Cortex-A73 & 6x1.35GHz Cortex-A53) CPU와 Mali-G71 MP2 GPU가 포함돼있다. 32GB 내장형 스토리지가 제공되며, 최대 512GB의 마이크로SD 확장을 지원한다. 2GB 램과, 3400mAh의 내장형 배터리가 탑재돼있다.

### 소프트웨어
삼성 갤럭시 A10은 삼성의 시그니처 One UI가 탑재된 안드로이드 9(파이)가 탑재된 상태로 출시됐다. 2020년 5월 안드로이드 10 업데이트가 진행되었으며, 동시에 One UI 버전도 2.0으로 업데이트되었다.
2021년 4월 8일 안드로이드 11 업데이트가 진행되었으며, 동시에 One UI 버전도 3.1으로 업데이트되었다.

## 같이 보기
- 삼성 갤럭시
- 삼성 갤럭시 A 시리즈
- 삼성 갤럭시 A50